# ATP Challenger Mauthausen
Das ATP Challenger Mauthausen (offizieller Name: Danube Upper Austria Open powered by SKE) ist ein seit 2022 stattfindendes Tennisturnier in Mauthausen, Österreich. Es ist Teil der ATP Challenger Tour und wird im Freien auf Sand ausgetragen.

## Liste der Sieger

### Einzel
| Jahr | Sieger          | Finalgegner        | Ergebnis       |
| ---- | --------------- | ------------------ | -------------- |
| 2025 | Cristian Garín  | Tomás Barrios Vera | 3:6, 6:1, 6:4  |
| 2024 | Lucas Pouille   | Jozef Kovalík      | 6:3, 6:3       |
| 2023 | Hamad Međedović | Filip Misolic      | 6:2, 6:75, 6:4 |
| 2022 | Jurij Rodionov  | Jiří Lehečka       | 6:4, 6:4       |

### Doppel
| Jahr | Sieger                             | Finalgegner                        | Ergebnis         |
| ---- | ---------------------------------- | ---------------------------------- | ---------------- |
| 2025 | Nico Hipfl Jérôme Kym              | Ryan Seggerman David Stevenson     | 7:5, 3:6, [10:2] |
| 2024 | Constantin Frantzen Hendrik Jebens | Ryan Seggerman Patrik Trhac        | 6:4, 6:4         |
| 2023 | Romain Arneodo Sam Weissborn       | Constantin Frantzen Hendrik Jebens | 6:4, 6:2         |
| 2022 | Sander Arends David Pel            | Johannes Härteis Benjamin Hassan   | 6:4, 6:3         |